# Casal Montserrat (Montmeló)
El casal Montserrat és un edifici de Montmeló (Vallès Oriental) protegit com a bé cultural d'interès local. La casa fou construïda l'any 1929, intentant imitar en part les torres de la zona residencial de la Bonanova de Barcelona.

## Descripció
És un edifici de planta quadrada. És ben bé un cub amb dos cossos horitzontals perfectament diferenciats. Al davant de la façana hi ha un porxo quadrat al que s'hi arriba per sis esglaons i és sostingut per sis columnes, tres per banda i coronat per un entaulament. Una cornisa separa el primer pis del segon. Els murs dels quals es troben totalment recoberts de pissarra, com si es tractés d'una teulada. Sobre cada cara de l'edifici hi ha tres finestres: la central és triangular mentre que les laterals són semicirculars; totes sostingudes per pilastres adossades. Corona el conjunt un terrat i una balustrada de pedra que l'envolta en la seva totalitat.